# Duitse dame
De "Duitse dame" is een oorlogsmonument in Crooswijk, in de Nederlandse stad Rotterdam, ter nagedachtenis aan Duitse geïnterneerden die tijdens de Eerste Wereldoorlog zijn overleden. Er is geen formele naam bekend, het gedenkteken wordt ook wel Monument 1914-1918 genoemd.

## Achtergrond
Nederland was in de Eerste Wereldoorlog neutraal. Tijdens de Tweede Haagse Vredesconferentie (1907) was afgesproken dat neutraliteit met zich meebrengt dat soldaten van de oorlogvoerende landen moeten worden ontwapend en geïnterneerd als zij de grens overschreden. Er werden in die jaren in Nederland diverse kampen ingericht voor de opvang van soldaten en vluchtelingen. 
Nadat er een gevangenenruil plaatsvond, kwamen in de zomer van 1918 ruim 1100 Duitse krijgsgevangenen naar Rotterdam. Eind 1918 werd door de Ausschuß für Deutsche Kriegsgefangene op de Algemene Begraafplaats Crooswijk een groot graf gekocht bestemd voor overleden Duitse geïnterneerden. In opdracht van de "Deutsche Verein Rotterdam" werd een jaar later het monument van de treurende vrouw bij het graf geplaatst. Het beeld was een ontwerp van de Duitse beeldhouwer Gustav Adolf Bredow, die zelf geïnterneerd was geweest in Kamp Wolfheze. Een aantal lichamen van de mensen die hier werden begraven werd na afloop van de oorlog gerepatrieerd.
Op 21 april 1920 werden het graf en het gedenkteken namens oud-gevangenen voor vijftig jaar overgedragen aan de Duitse consul dr. Rosen als vertegenwoordiger van Duitsland, in aanwezigheid van onder anderen burgemeester Zimmerman en vertegenwoordigers van het Rode Kruis. In 1968 besloot Rotterdam het geheel als gedenkplaats in stand te houden.

## Beschrijving
Het beeld toont een meer dan levensgrote vrouwenfiguur met gebogen, bedekt hoofd. Ze is gekleed in een lang gewaad met omhangen met een mantel met kap. Tegen haar aan staat een naakte jongen die bescherming lijkt te zoeken. 
Op de natuurstenen sokkel staat in reliëf met opschrift:

VOR DEN TOREN DER HEIMAT VERNICHTETE DER UNERBITTLICHE TOD DIE HOFFNUNG AUF EIN WIEDERSEHEN

(vertaling: Voor de poorten van de Heimat vernietigde de onverbiddelijke dood de hoop op een weerzien)
Even voor het monument staan aan weerszijden twee staande stenen met op de rechter steen de inscriptie "HIER RUHEN 14 DEUTSCHE SOLDATEN 1914-1918" en op de linker steen de veertien namen.